# 잔디밭

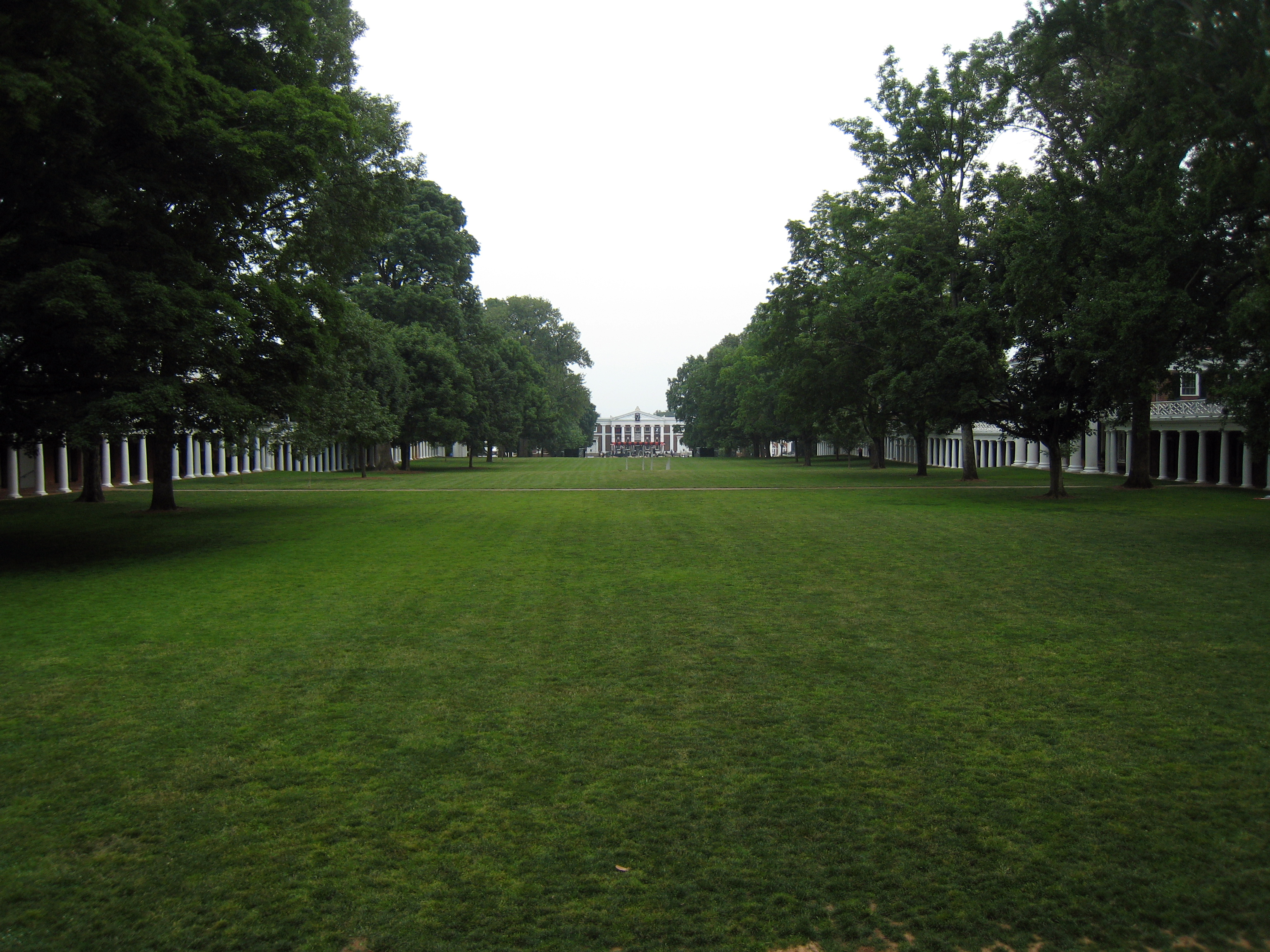
버지니아 대학교의 잔디밭

잔디밭은 풀, 그리고 예초기로 관리되는 클로버와 같은 다른 내구성 있는 식물들이 심겨진, 토양으로 덮인 땅이다. 영어로 론(lawn)이라고 하며 이는 경기용 잔디 구장을 의미하기도 한다. 영단어 론(lawn)은 적어도 16세기에 "관리된 풀 공간"을 의미하는 단어로 사용되었다.
잔디밭은 보통 여러 풀 종들로만 구성되며 잡초와 해충의 위협을 받으며 물대기 등을 통해 푸른색으로 유지되며 주기적으로 풀을 깎아서 적당한 길이를 맞춰주어야 한다. 잔디밭은 집, 아파트, 상업 건물, 오피스 주변에 사용된다. 수많은 도시 공원들 또한 대형 잔디밭이 있다.

## 같이 보기
- 정원 가꾸기